# Turris Davidica

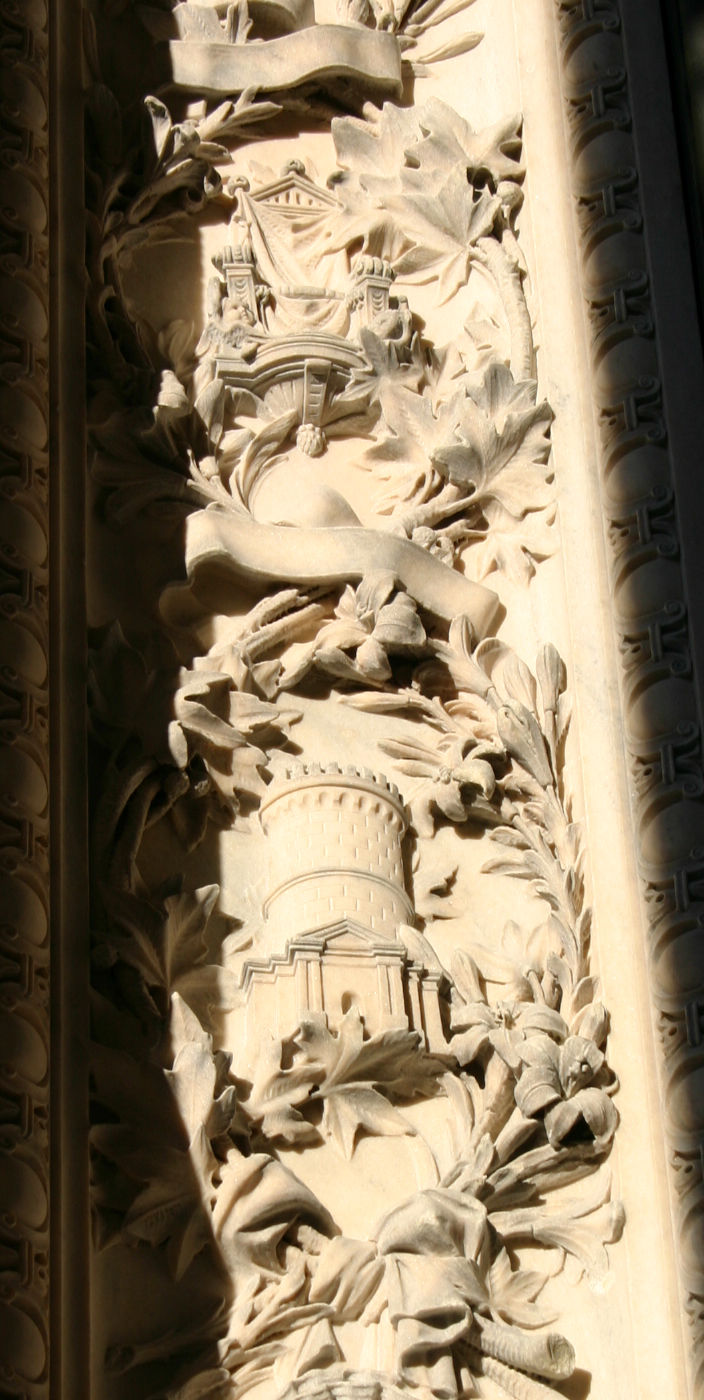
De Toren van David, afgebeeld naast de hoofdingang van de Dom van Milaan

Turris Davidica (Nederlands: Toren van David) is een van de eretitels van Maria uit de litanie van Loreto.

Zoals vele aanroepingen uit deze litanie is ook deze ontleend aan de Heilige Schrift, meer in bijzonder aan het Hooglied (4:4) waar staat:
Uw hals is als Davids toren, die gebouwd is tot ophanging van wapentuig, waar duizend rondassen aan hangen, altemaal zijnde schilden der helden.
 Met dit beeld trachtte de dichter van het Hooglied weer te geven dat de bruid een fiere houding had en dat haar halssieraden hem deden denken aan de wapenschilden die hingen aan de toren van Koning David, zoals beschreven in II Samuel (8:7): 
En David nam de gouden schilden die de dienaren van Hadadezer gedragen hadden, en bracht ze naar Jeruzalem.
 De kracht van de oude stad Jeruzalem lag in zijn ommuring maar evenzeer in zijn hoge toren, vanwaaruit de vijand kon worden geobserveerd en aangevallen. Met de aanroeping van Maria als Toren van David, wordt tot uitdrukking gebracht dat wat de Toren van David was voor de stad Jeruzalem, Maria is voor de gehele Kerk. Zij is in die zin zowel de krachtbron van de strijdende Kerk als de beschermvrouwe van de Kerk.
In het Noord-Brabantse Berlicum zou Maria als Toren van David tussen 1976 en 1992 verschillende keren verschenen zijn aan een zieneres genaamd Elisabeth Sleutjes (1919-2007). De plaats waar dat gebeurde, Maria's Hofke is sindsdien een bescheiden bedevaartsoord.